# Hashimoto Wataru
Hashimoto Wataru (橋本 和, sinh ngày 14 tháng 9 năm 1986) là một cầu thủ bóng đá người Nhật Bản.

## Thống kê câu lạc bộ
Cập nhật đến ngày 23 tháng 2 năm 2018.
| Thành tích câu lạc bộ | Thành tích câu lạc bộ | Thành tích câu lạc bộ | Giải vô địch | Giải vô địch | Cúp                   | Cúp                   | Cúp Liên đoàn | Cúp Liên đoàn | Châu lục | Châu lục  | Khác    | Khác      | Tổng cộng | Tổng cộng |
| Mùa giải              | Câu lạc bộ            | Giải vô địch          | Số trận      | Bàn thắng    | Số trận               | Bàn thắng             | Số trận       | Bàn thắng     | Số trận  | Bàn thắng | Số trận | Bàn thắng | Số trận   | Bàn thắng |
| Nhật Bản              | Nhật Bản              | Nhật Bản              | Giải vô địch | Giải vô địch | Cúp Hoàng đế Nhật Bản | Cúp Hoàng đế Nhật Bản | J. League Cup | J. League Cup | AFC      | AFC       | Khác1   | Khác1     | Tổng cộng | Tổng cộng |
| --------------------- | --------------------- | --------------------- | ------------ | ------------ | --------------------- | --------------------- | ------------- | ------------- | -------- | --------- | ------- | --------- | --------- | --------- |
| 2009                  | Kashiwa Reysol        | J1 League             | 4            | 0            | 1                     | 0                     | 0             | 0             | -        | -         | -       | -         | 5         | 0         |
| 2010                  | Kashiwa Reysol        | J2 League             | 29           | 0            | 2                     | 0                     | -             | -             | -        | -         | -       | -         | 31        | 0         |
| 2011                  | Kashiwa Reysol        | J1 League             | 25           | 1            | 3                     | 1                     | 0             | 0             | -        | -         | 4       | 0         | 32        | 2         |
| 2012                  | Kashiwa Reysol        | J1 League             | 25           | 1            | 5                     | 0                     | 4             | 0             | 3        | 0         | 1       | 0         | 38        | 1         |
| 2013                  | Kashiwa Reysol        | J1 League             | 20           | 0            | 3                     | 0                     | 4             | 0             | 4        | 0         | -       | -         | 31        | 0         |
| 2014                  | Kashiwa Reysol        | J1 League             | 32           | 3            | 2                     | 2                     | 9             | 1             | -        | -         | 1       | 0         | 44        | 6         |
| 2015                  | Urawa Red Diamonds    | J1 League             | 6            | 0            | 2                     | 1                     | 2             | 0             | 5        | 0         | 0       | 0         | 15        | 1         |
| 2016                  | Urawa Red Diamonds    | J1 League             | 1            | 0            | –                     | –                     | –             | –             | 2        | 0         | –       | –         | 3         | 0         |
| 2016                  | Vissel Kobe           | J1 League             | 14           | 0            | 3                     | 0                     | 0             | 0             | –        | –         | –       | –         | 17        | 0         |
| 2017                  | Vissel Kobe           | J1 League             | 14           | 1            | 1                     | 0                     | 5             | 0             | –        | –         | –       | –         | 20        | 1         |
| Tổng                  | Tổng                  | Tổng                  | 170          | 6            | 22                    | 4                     | 24            | 1             | 14       | 0         | 6       | 0         | 221       | 10        |

1Bao gồm Giải bóng đá Cúp câu lạc bộ thế giới, J. League Championship, Giải bóng đá vô địch Suruga Bank và Siêu cúp Nhật Bản.